# ۱۳۹۰ (خورشیدی)
سال ۱۳۹۰ خورشیدی، هزار و سیصد و نودمین سال گاه‌شماری هجری خورشیدی سالی عادی است.
سرآغاز این سال روز دوشنبه، ۲۱ مارس ۲۰۱۱ میلادی، برابر با ۱۵ ربیع الثانی ۱۴۳۲ هجری قمری است. همچنین این سال در گاه‌شماری حیوانی معادل خرگوش است.

## لحظهٔ تحویل سال
ساعت ۲ و ۵۰ دقیقه و ۴۵ ثانیه، روز دوشنبه ۱ فروردین ۱۳۹۰ هجری خورشیدی
مطابق ۱۵ ربیع‌الثانی ۱۴۳۲ هجری قمری (قراردادی)
و ۲۱ مارس ۲۰۱۱ میلادی

## مسئولان کشوری

### در ایران
- رئیس‌جمهور: محمود احمدی‌نژاد
- ریاست مجلس شورای اسلامی: علی لاریجانی
- شهرداری تهران: محمدباقر قالیباف
- رئیس قوه قضاییه: صادق لاریجانی

## مناسبت‌ها

### فروردین
- ۱ فروردین - نامگذاری این سال به «سال جهاد اقتصادی» در ایران به وسیلهٔ علی خامنه‌ای رهبر این کشور

### اردیبهشت
- ۹ اردیبهشت - ازدواج شاهزاده ویلیام و کاترین میدلتون تخمین زده می‌شود که دو میلیارد نفر عروسی شاهزاده ویلیام، دوک کمبریج و کاترین میدلتون را در ابی وست مینستر لندن تماشا می‌کنند.
- ۱۱ اردیبهشت - باراک اوباما، رئیس‌جمهور ایالات متحده اعلام کرد که اسامه بن لادن، بنیانگذار و رهبر گروه مبارز القاعده، در ۲ مه ۲۰۱۱ در طی یک عملیات نظامی آمریکایی در پاکستان کشته شد.
- ۳۱ اردیبهشت - فعال‌ترین آتشفشان ایسلند، فوران می‌کند و باعث اختلال در سفر هوایی در شمال غربی اروپا می‌شود.

### خرداد
- ۲ خرداد - تجاوز دسته جمعی در حادثه خمینی شهر.
- ۳ خرداد - انفجار پالایشگاه نفت آبادان.
- ۵ خرداد - فرمانده سابق ارتش صرب بوسنیایی، راتکو ملادیچ، که به جرم نسل‌کشی، جنایات جنگی و جنایت علیه بشریت تحت تعقیب بود، در صربستان دستگیر شد.

### تیر
- ۱۸ تیر - سودان جنوبی از سودان جدا شد، نتیجه همه‌پرسی استقلال در ژانویه.

### مرداد
- ۱ مرداد - دکتر فیروز نادری، دانشمند و مدیر ایرانی آژانس فضایی آمریکا (ناسا) به مدیریت اکتشافات منظومه شمسی مرکز اکتشافات روباتیک ناسا (JPL) منصوب شد.

### شهریور
- ۶ شهریور - شورشیان لیبی با کنترل پایتخت طرابلس، عملاً دولت معمر قذافی را سرنگون کردند.
- ۲۶ شهریور - اعتراضات اشغال وال استریت در ایالات متحده آغاز شد. این به جنبش اشغال تبدیل می‌شود که تا ماه اکتبر به ۸۲ کشور گسترش می‌یابد.

### مهر
- ۲۶ مهر - پرواز ٧٤٣ هواپیمایی ایران ایر علی رغم نقص فنی به سلامت در فرودگاه مهرآباد به زمین نشست
- ۲۸ مهر - رهبر لیبی معمر قذافی در سرت کشته می‌شود و نیروهای شورای انتقال ملی کنترل شهر را به دست می‌گیرند و جنگ را خاتمه می‌دهند.

### آذر
- ۹ آذر - کمتر از ۲۴ ساعت پس از حمله معترضین به سفارت انگلیس در تهران، انگلیس روابط دیپلماتیک خود را با ایران قطع و دیپلمات‌ها را اخراج کرد.
- ۲۴ آذر - ایالات متحده رسماً پایان جنگ عراق را اعلام کرد. در حالی که این شورش را به پایان می‌رساند، اما آغازگر دیگری است.
- ۲۶ آذر - کیم جونگ ایل، رهبر کره شمالی، در اثر حمله قلبی یا سکته در راه رهبری میدانی درگذشت.

## رویدادها

### نجومی
- دو ماه‌گرفتگی کلی در ۲۵ خرداد و ۱۹ آذر.
- سه خورشیدگرفتگی جزئی در ۱۱ خرداد، ۱۰ تیر و ۴ آذر.

### سیاسی
- ۲۸ مهر - معمر قذافی رهبر لیبی به دست انقلابیون کشته شد.
- ۲۲ بهمن - حسنی مبارک رئیس‌جمهور مصر در پی انقلاب در این کشور از قدرت کناره‌گیری کرد.

### فرهنگی
- ۱۲ اردیبهشت - انتشار آلبوم بی‌واژه از محمد اصفهانی

### ورزشی
- ۲۵ اسفند - قهرمانی تیم فوتبال استقلال تهران در جام حذفی فوتبال ایران

## درگذشتگان

### فروردین
- ۱ فروردین - محمد صادقی تهرانی، مرجع تقلید- مفسر بزرگ قرآن «الفرقان» استاد دانشگاه (زاده ۱۳۰۵)
- ۸ فروردین - محسن دکمه‌چی، یکی از بازاریان شناخته شده بازار تهران است که به دلیل کمک به خانواده زندانیان سیاسی توسط وزارت اطلاعات در شهریور ۱۳۸۸ دستگیر شد (زاده ۱۳۳۷)
- ۹ فروردین - محمدعلی ورشوچی، هنرپیشه سینما، تلویزیون و تئاتر ایران (زاده ۱۳۰۴)
- ۱۰ فروردین - رضا صفدری، مجری و کارگردان تلویزیون (زاده ۱۳۴۲)
- ۱۰ فروردین - میراسماعیل موسوی، پدر میرحسین موسوی
- ۲۲ فروردین - شعبان بابااولادی، پیشکسوت کشتی (زاده ۱۳۱۰)
- ۲۶ فروردین - بیژن پاکزاد، طراح لباس، عطر و جواهرات و مدیر شرکت بیژن (زاده ۱۳۲۳)
- ۳۱ فروردین - حسین گنجینه، بنیان‌گذار چاپ سیلک اسکرین و باتیک یا چاپ کَلاقه‌ای در ایران. (زاده ۱۲۹۶)

### اردیبهشت

منوچهر سخایی

- ۱ اردیبهشت - جهانشاه درخشانی، معمار و تاریخنگار ایرانی (زاده ۱۳۲۳)
- ۸ اردیبهشت - منوچهر سخایی، خواننده موسیقی پاپ (زاده ۱۳۱۴)
- ۹ اردیبهشت - سیامک پورزند، روزنامه‌نگار و فعال فرهنگی ایرانی (زاده ۱۳۱۰)
- ۱۰ اردیبهشت - محمدامین سراجی، ویسنده و مترجم کرد ایرانی (زاده ۱۳۱۳)
- ۱۳ اردیبهشت - عربعلی شروه، نقاش، سفال‌گر و مجسمه‌ساز ایرانی (زاده ۱۳۱۸)
- ۱۷ اردیبهشت - محمدصادق رجحان، چهرهٔ ماندگار بافت‌شناسی (زاده ۱۳۱۰)

### خرداد

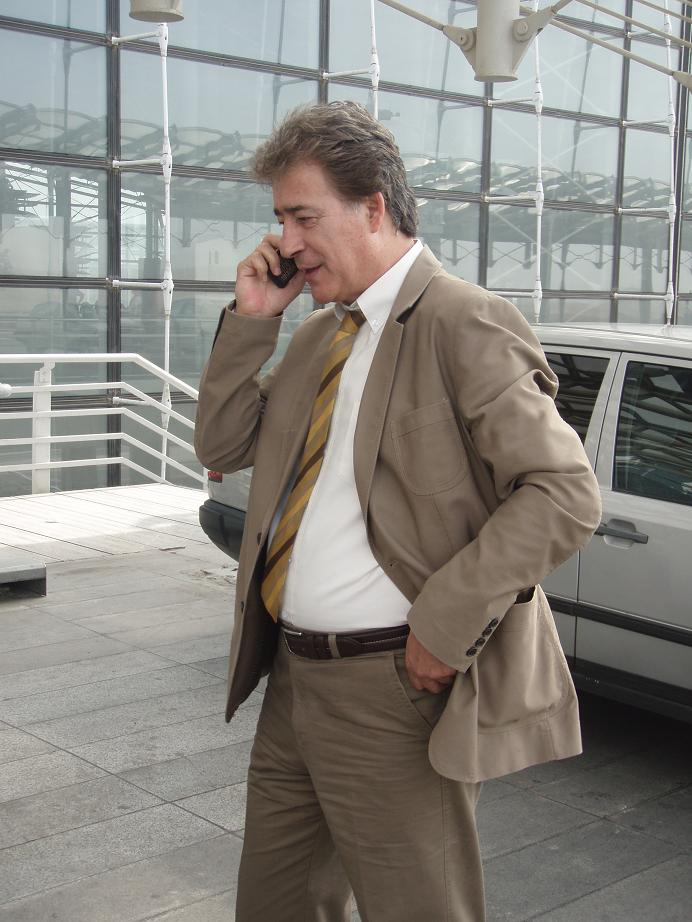
ناصر حجازی

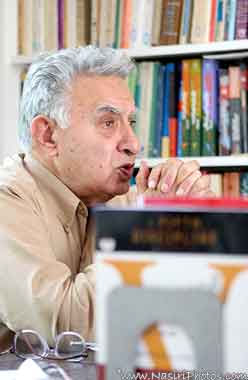
عزت‌الله سحابی

- ۲ خرداد - ناصر حجازی، بازیکن و مربی فوتبال ایرانی (زاده ۱۳۲۸)
- ۶ خرداد - سلطانعلی میرزا قاجار، اقتصاددان ایرانی و رئیس ایل قاجار (زاده ۱۳۰۸)
- ۱۰ خرداد - عزت‌الله سحابی، سیاستمدار ایرانی، روزنامه‌نگار، اقتصاددان، فعال ملی مذهبی، رهبر شورای فعالان ملی مذهبی ایران، عضو شورای انقلاب، عضو شورای ملی صلح، رئیس ستاد بسیج اقتصادی کشور، عضو کمیسیون صنایع و معادن مجلس شورای اسلامی، نماینده مردم تهران در اولین مجلس خبرگان قانون اساسی، رئیس سازمان صنایع ملی ایران و نماینده تهران در دوره اول مجلس شورای اسلامی و نیز رئیس سازمان برنامه و بودجه در دولت مهدی بازرگان. (زاده ۱۳۰۹)
- ۱۱ خرداد - هاله سحابی، قرآن پژوه، روزنامه‌نگار، فعال ملی مذهبی، فعال حقوق بشر، فعال حقوق زنان، از اعضای انجمن مادران صلح و زندانی سیاسی ایرانی (زاده ۱۳۳۶)
- ۱۷ خرداد - سیروس صابر، بازیگر ایرانی (زاده ۱۳۱۹)
- ۲۱ خرداد - هدی صابر، پژوهشگر، روزنامه‌نگار، فعّال ملی مذهبی، زندانی سیاسی و از گردانندگان مجله توقیف شده ایران فردا. (زاده ۱۳۳۷)
- ۲۶ خرداد- میرصالح حسینی، مترجم و شاعر ایرانی (زاده ۱۳۲۴)

### تیر
- ۱۱ تیر - محمدعلی صدوقی، نماینده ولی فقیه و امام جمعه شهر یزد (زاده ۱۳۲۸)
- ۲۰ تیر - حسن میرزایی اهرنجانی، اقتصاددان ایرانی (زاده ۱۳۲۱)
- ۲۲ تیر - ابوالحسن علوی طباطبایی، منتقد و مترجم و از فعالان مطبوعاتی جمهوری اسلامی (زاده ۱۳۲۴)
- ۲۶ تیر - روح‌الله داداشی، ورزشکار رشته بدن‌سازی و پرورش اندام ایرانی (زاده ۱۳۶۰)
- ۳۱ تیر - لیلا اسفندیاری، کوهنورد سرشناس ایرانی فاتح قله نانگاپاربات وگاشربروم ۲ (زاده ۱۳۴۹)

### مرداد

بابک معصومی

مصطفی جنگی زهی

- ۱ مرداد - ماشاالله بامری، خواننده بلوچ، خنیاگر، پژوهشگر موسیقی و نوازنده تنبورک ایرانی (زاده ۱۳۳۰)
- ۱ مرداد - داریوش رضایی‌نژاد، دانشجوی دکترای مهندسی برق دانشگاه صنعتی خواجه نصیرالدین طوسی و دانشمند فیزیک هسته ای {ترور} (زاده ۱۳۵۵)
- ۱۱ مرداد - محسن کوچه‌باغی تبریزی، از علمای تبریز و مراجع بنام منطقه آذربایجان. (زاده ۱۳۰۲)
- ۱۹ مرداد - بابک معصومی، بازیکن و مربی فوتسال ایرانی
- ۳۱ مرداد - رضا بدیعی، کارگردان ایرانی در سینمای هالیوود (زاده ۱۳۰۹)

### شهریور
- ۲ شهریور - حسین ضیایی، استاد مطالعات ایرانی و اسلامی و مدیر بخش مطالعات ایرانی در دانشگاه کالیفرنیا (زاده ۱۳۲۳)
- ۱۲ شهریور - حسین اسلامی، نماینده حوزه انتخابی ساوه و زرندیه در دور هفتم مجلس شورای اسلامی (زاده ۱۳۴۵)
- ۲۶ شهریور - میرزا احمد دشتی نجفی، مجتهد ایرانی (زاده ۱۲۸۷)
- ۲۷ شهریور - مسعود استیلی، بازیکن فوتبال ایرانی (زاده ۱۳۴۹)

### مهر
- ؟ مهر - فؤاد نجف‌زاده، فیلمبردار و عکاس سینما (زاده ۱۳۳۱)
- ۱ مهر - عزیزالله بیات مورخ، استاد دانشگاه و نویسنده ایرانی (زاده ۱۲۹۹)
- ؟ مهر - محمدتقی برخوردار، کارافرین پیش از انقلاب و پدر صنایع خانگی ایران (زاده ۱۳۰۳)
- ۱۳ مهر - مهرداد مشایخی، جامعه‌شناس پژوهشگر و فعال سیاسی و استاد جامعه‌شناسی در دانشگاه جورج تاون (زاده ۱۳۳۲)
- ۲۶ مهر - شاه‌علی سرخانی، بازیگر ایرانی (زاده ۱۳۴۹)
- ۲۹ مهر - یحیی شیدا، شاعر، ادیب، روزنامه‌نگار و نویسنده ایرانی (زاده ۱۳۰۳)

### آبان

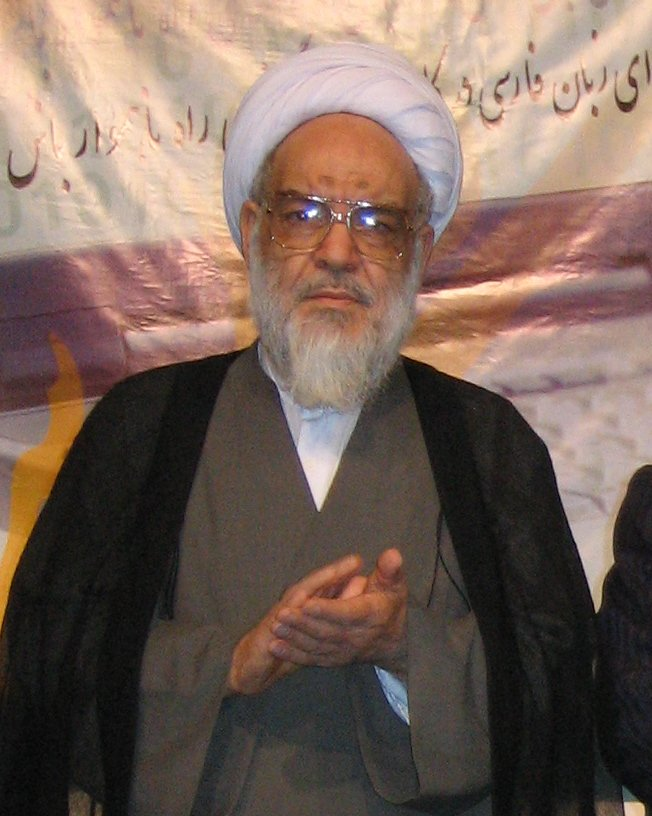
عباسعلی عمید زنجانی

- ؟ آبان - حیدر صارمی، بازیگر، گوینده و مدیر دوبلاژ رادیو (زاده ۱۳۰۳)
- ۲ آبان - تیمور لکستانی، پدر برق ایران (زاده ۱۲۹۴)
- ۸ آبان - عباسعلی عمید زنجانی: اولین رئیس روحانی دانشگاه تهران. (زاده ۱۳۱۶)
- ۱۶ آبان - حسن علی صارمی کلالی، از اعضای مؤسس مکتب پان ایرانیسم، حزب ملت ایران، حزب نبرد ایران (زاده ۱۳۰۴)
- ۲۱ آبان - حسن تهرانی مقدم، از فرماندگان سپاه در جنگ ایران و عراق و پدر موشکی ایران (زاده ۱۳۳۸)
- ۲۲ آبان - احمد رضایی میرقائد، فرزند ارشد محسن رضایی (زاده ۱۳۵۵)

### آذر

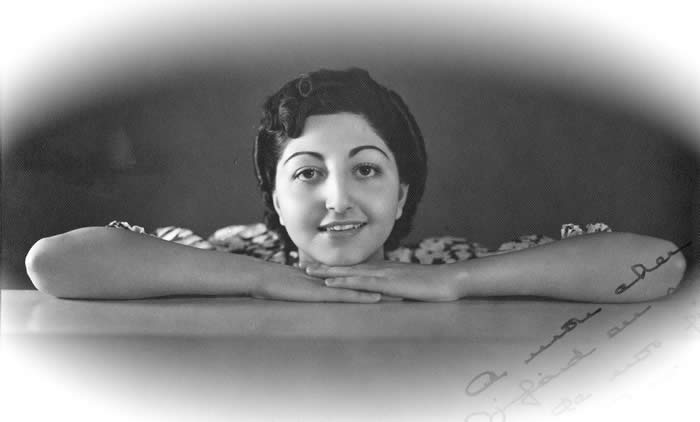
همایون‌دخت سومین دختر احمدشاه قاجار

- ؟ آذر - عباس باقری، حقوقدان و مترجم آثار فلسفی و ادبی اهل ایران زاده (۱۳۰۹)
- ؟ آذر - اسماعیل زرافشان، عکاس ورزشی و پدر عکاسی ورزشی ایران (زاده ۱۳۰۷)
- ۱ آذر - محمدحسین شریعتی، روحانی ایرانی و از شخصیت‌های نزدیک به سید روح‌الله خمینی (زاده ۱۳۲۸)
- ۱۵ آذر - غلامرضا بروسان، شاعر و خبرنگار ایرانی (زاده ۱۳۵۲)
- ۱۷ آذر - همایون‌دخت، سومین دختر احمدشاه قاجار (زاده ۱۲۹۶)
- ۱۸ آذر - میرمحمد تجدد، بازیگر ایرانی (زاده ۱۳۰۸)
- ۲۵ آذر - پرویز منصوری، مدرس تئوری موسیقی و منتقد موسیقی اهل ایران (زاده ۱۳۰۳)

### دی

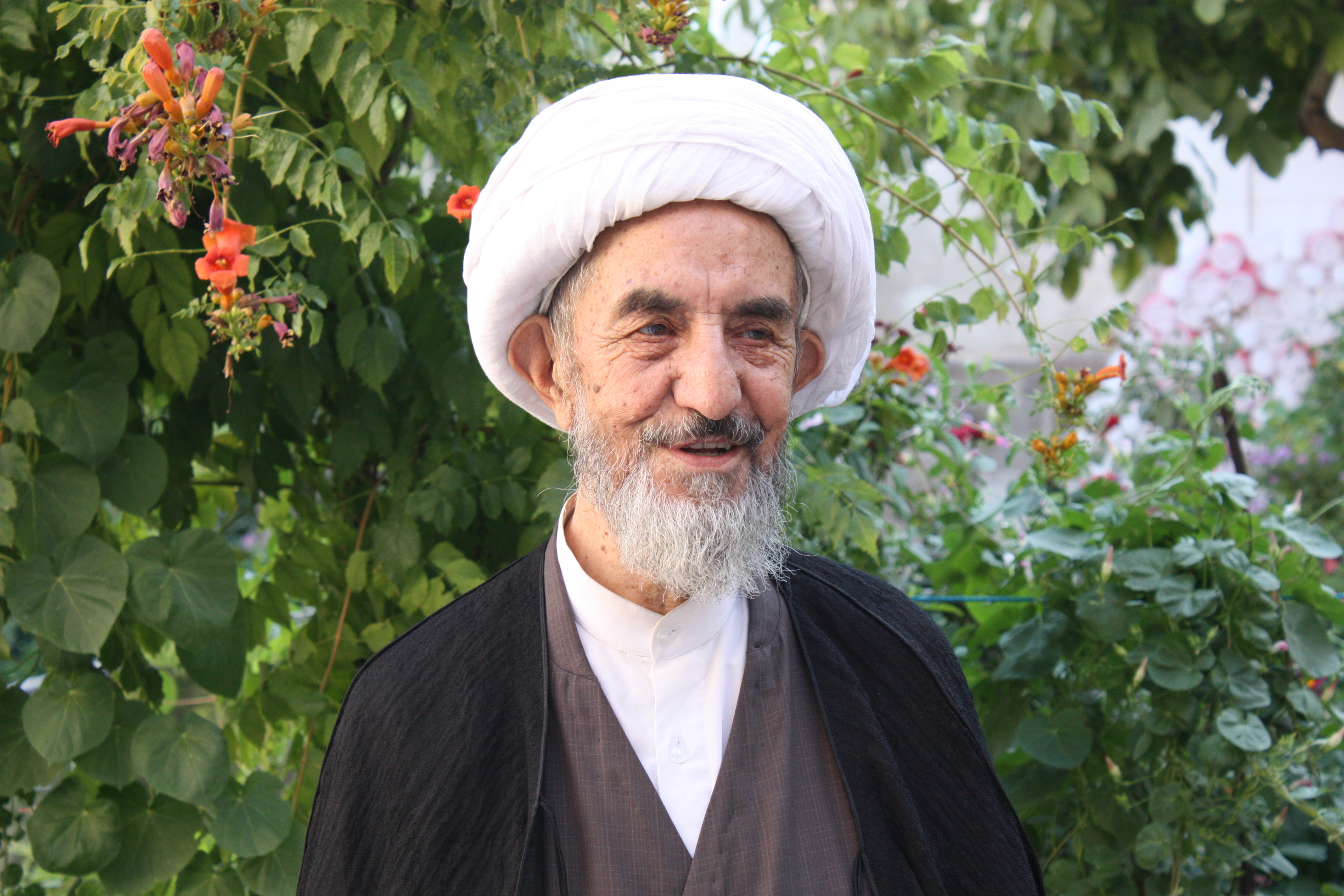
محسن کوچه‌باغی تبریزی

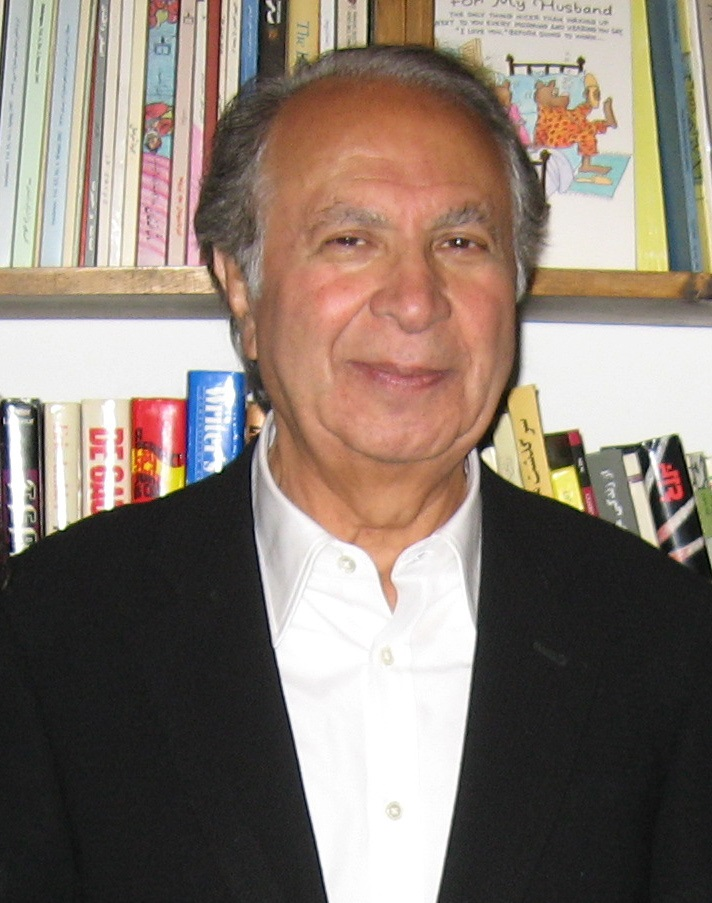
ایرج گرگین

- ۱۳ دی - حاجی بخشی، از اعضای انصار حزب‌الله ایران (زاده ۱۳۱۲)
- ۱۶ دی - محمداسماعیل تشید، از بنیان‌گذاران بیهوشی نوین در ایران (زاده ۱۳۰۶)
- ۱۸ دی - امیرهوشنگ قطعه‌ای، دوبلور ایرانی (زاده ۱۳۱۷)
- ۲۱ دی - مصطفی احمدی روشن، دانشمند فیزیک هسته‌ای ایران {ترور} (زاده ۱۳۵۸)
- ۲۱ دی - رضا قشقایی، کارمند سازمان انرژی اتمی ایران
- ۲۳ دی - عبدالله مجتبوی، کشتی‌گیر ایرانی (زاده ۱۳۰۳)
- ۲۳ دی - ایرج گرگین، روزنامه‌نگار و از مدیران پیشین تلویزیون ملی ایران (زاده ۱۳۱۳)
- ۲۵ دی - ساناز کیهان، بازیگر ایرانی (زاده ۱۳۵۹)
- ۲۶ دی - ساناز کیهان، بازیگر سینما، تلویزیون و تئاتر ایران
- ۲۸ دی - عبدالله بوتیمار، بازیگر و دوبلور ایرانی (زاده ۱۳۱۲)
- ۲۹ دی - زاهد خمیرانی، مجتهد ایرانی (زاده ۱۲۹۹)
- ۳۰ دی - مصطفی جنگی زهی، امام جمعه شهر راسک سیستان و بلوچستان و از رهبران سنی منطقه {ترور} (زاده ۱۳۳۳)

### بهمن
- ۶ بهمن - منوچهر لاریجانی، بازیگر ایرانی (زاده ۱۳۲۴)
- ۱۵ بهمن - هدیش بیگدلی شاملو، هنرمند و طراح جلوه‌های مجازی سینما و تلویزیون (زاده ۱۳۵۳)
- ۱۶ بهمن - فریدون فریاد، مترجم و شاعر ایرانی (زاده ۱۳۲۸)
- ۱۷ بهمن - اسفندیار احمدیه، انیماتور و نقاش ایرانی و سازنده اولین انیمیشن ایران (زاده ۱۳۰۷)
- ۱۹ بهمن - ابراهیم یونسی، نویسنده و مترجم ایرانی (زاده ۱۳۰۵)
- ۲۱ بهمن - پرویز رجبی (تاریخ‌دان، مترجم و نویسنده و منتقد اجتماعی ایرانی)
- ۲۹ بهمن - مریم بهروزی، نماینده دور اول مجلس شورای اسلامی نمایننده حوزه تهران و دبیرکل جامعه زینب (زاده ۱۳۲۴)

### اسفند

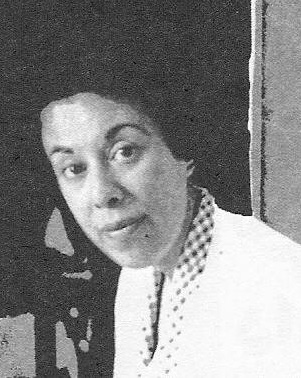
سیمین دانشور

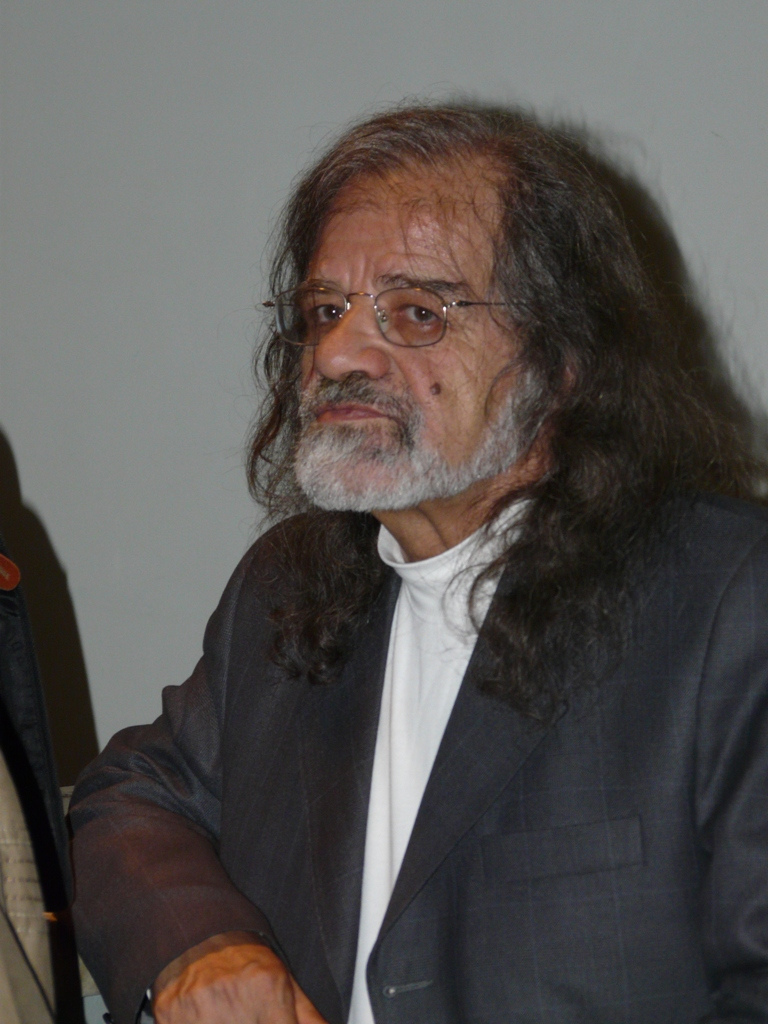
جلال ذوالفنون

- ۳ اسفند - علی ابوالحسنی، روحانی تاریخ‌نگار ایرانی (زاده ۱۳۳۴)
- ۸ اسفند - وحید میرزاده، فعال ملی مذهبی، عضو جنبش مسلمانان مبارز، عضو شورای فعالان ملی-مذهبی ایران، روزنامه‌نگار، مقاله‌نویس و مهندس عمران اهل ایران (زاده ۱۳۳۷)
- ۱۵ اسفند - فیروز (هنرپیشه)، بازیگر ایرانی (زاده ۱۳۲۱)
- ۱۸ اسفند - سیمین دانشور، نویسنده، شاعر، مترجم ایرانی (زاده ۱۳۰۰)
- ۲۲ اسفند - عبدالمحمد روح‌بخشان، مؤلف، نویسنده، پژوهشگر و روزنامه‌نگار ایرانی (زاده ۱۳۱۷)
- ۲۲ اسفند - احمد کرمی، شاعر، مصحح و ناشر ایرانی (زاده ۱۳۰۱)
- ۲۵ اسفند - مجید میرزاییان، بازیگر سینمای ایران (زاده ۱۳۱۸)
- ۲۸ اسفند - جلال ذوالفنون، موسیقس دان و نوازنده سه تار اهل ایران (زاده ۱۳۱۶)